# Antoine Bouchard de Puymoreau
Pour les articles homonymes, voir Antoine Bouchard (homonymie) et Bouchard.
Antoine Bouchard de Puymoreau est un des meneurs de la révolte des Pitauds qui embrase le nord de la Guyenne pendant l'été 1548 pour protester contre la généralisation de la gabelle. Capturé, il est décapité à l'automne suivant.

## Biographie
Les seigneurs de Puymoreau ont leurs terres en Saintonge, dans l'actuelle commune de Salles-de-Barbezieux. La famille s'éteint au XVIIe siècle[réf. souhaitée]. Ils sont vassaux des puissants comtes de La Rochefoucault, qui possèdent notamment le château de Barbezieux. 
Au milieu du XVIe siècle, le seigneur en titre est Antoine Bouchard, qui est également seigneur de La Hitte en Bigorre. 
En juillet 1548, des paysans se soulèvent dans le nord de la Guyenne pour protester contre l'instauration de la gabelle dans la région. François Ier entend unifier sur le territoire français le régime de cet taxe. La Saintonge, où l'exploitation de marais salants rend tout impôt sur le sel très sensible, est en première ligne : il faudrait désormais acheter à prix fort dans des greniers à sel confiés à des fermiers qui collectent la taxe pour le roi une marchandise qui passe quotidiennement entre les mains de beaucoup d'habitants ? Des bandes se forment et s'arment sous la houlette de meneurs : le bourgeois de Blanzac Bois-Menier (dit Boulon ou Bouillon) est désigné par les représentants des protestataires, réunis en assemblée dans la région d'Angoulême. Au fur et à mesure que la révolte s'étend, d'autres chefs se présentent, comme l'ancien maréchal-ferrant Tallemagne à Bordeaux. En Saintonge, en l’absence de Jean de La Rochefoucaud, Antoine Bouchard se proclame couronal (colonel, en occitan) et prend la direction des opérations. À la surprise générale, lors de leur premier affrontement le 24 juillet entre Blanzac et Barbezieux, les révoltés mettent en déroute la compagnie royale de 100 à 800 cavaliers d'Henri d'Albret. Puis la troupe se répand dans le pays, détruisant des greniers à sel, prenant Saintes, Ruffec et Cognac, capturant, torturant et assassinant les percepteurs de l'impôt et les gabelous. 
Leur nombre s'accroit au fur et à mesure qu'ils descendent vers Bordeaux, armés de fourches et de bâtons, puis des arquebuses prises aux soldats mis en fuite, emmenés par Puymoreau et Bois-Menier (les chiffres de 4 000 à 20 000 hommes sont avancés, voire 50 000).
Après la reprise en main de la situation par le connétable Anne de Montmorency qui fait son entrée à Bordeaux, les Pitauds sont pourchassés dans toute la région. Avant novembre, les troupes du nouveau gouverneur d'Angoulême, Louis de Sansac, arrêtent les principaux meneurs. Bois-Menier est supplicié  ; Antoine Bouchard est décapité,.